# Mira Schendel
Mira Schendel (Zúrich, 7 de junio de 1919 - São Paulo, 24 de julio de 1988) fue una artista brasileña, considerada una de las artistas latinoamericanas más significativas del siglo XX. Aunque es más conocida por sus dibujos en papel de arroz, Schendel fue además pintora, poeta y escultora.

## Primeros años
Mira Schendel nació como Myrrha Dagmar Dub en 1919 en Zúrich. Su padre, Karl Leo Dub, fue un comerciante de telas y su madre, Ada Saveria Büttner, fue diseñadora de sombreros. A pesar de su ascendencia judía, Schendel fue bautizada, a petición de su madre, en la iglesia católica de San Pedro en Zúrich el 20 de octubre de 1920 y fue criada como católica, Los padres de Schendel se divorciaron en septiembre de 1922 y su madre contrajo matrimonio nuevamente en 1937 con Tommaso Gnoli. A finales de 1930, Schendel comenzó a estudiar filosofía en la Universidad Católica del Sagrado corazón en Milán. Debido a las leyes raciales introducidas en la Italia Fascista de 1938, fue señalada como judía, despojada de su ciudadanía italiana y forzada a dejar la universidad. Decidió entonces abandonar Italia en 1939. Después de viajar por Suiza y Austria, se unión a un grupo de refugiados que se dirigían a Sarajevo. Después de pasar toda la guerra en Sarajevo,  regresó a Italia con su primer marido Josep Hargesheimer, y trabajó para la Organización Internacional de Refugiados en Roma. Después de aplicar a varios países en América, emigró y se estableció con Joseph en Brasil en 1949.

## Carrera
Cuando llegó a São Paulo en 1953, el modernismo brasileño estaba dominado por un debate entre figuración y abstracción. Durante los años de 1930 a 1940 el modernismo figurativo era dominante pero a finales de 1940 y principios de 1950 la abstracción geométrica comenzó a crecer en Brasil lo que llevó a la fundación del Grupo Ruptura de Arte Concreto en 1952. En São Paulo, una ciudad inmigrante y principalmente industrial que experimentaba un rápido crecimiento, Schendel encontró un círculo de intelectuales emigrados de diferentes disciplinas con quien podía discutir ideas sobre estética y filosofía; entre ellos estaba filósofo checo Vilem Flusser, el físico Mário Schenberg y el psicoanalista Theon Spanudis entre otros. Se convirtió en una prolífica pintora modernista y escultora. Utilizó pintura con talco y polvo de ladrillo e hizo gran cantidad de dibujos en papel de arroz.  Según Laura Cumming su arte está fundado en la fenomenología,
en la idea del ser y la nada, en el pensamiento místico y su lectura
profunda de Wittgenstein. Pero el impacto de estas obras no depende de que el espectador comparta estos conocimiento o intereses.  
Al inicio de 1960, Schendel recibió un regalo de papel de arroz de Mário Schenberg y en 1964 empezó para utilizar esto para hacer dibujos de monotipia. Trabajó rápidamente y en poco más de un año había hecho la mayor parte de aproximadamente 2,000 dibujos. En estos trabajos combinó múltiples lenguajes usando palabras y frases de sus principales lenguas, italiano, alemán y portugués, pero también añadió palabras en francés, inglés, croata y checo. Un grupo importante de monotipias fue inspirado en la Canción de las Juventudes de Karlheinz Stockhausen (1955-6), una pieza temprana de música electrónica que empleó vocales dibujadas del Libro Bíblico de Daniel. Un número de estos estuvo incluido en la Bienal de São Paulo en 1965.
Estos dibujos incluían Droguinhas (Pequeñas Nadas), c. 1965-68, Trenzinho (Pequeño Tren), 1965, y el Objetos gráficos (Objetos Gráficos), 1967.
Para la Bienal de São Paulo de 1969, Schendel creó Ondas paradas de probabilidade—Antigo Testamento, Livro dos Reis, I, 19 (Olas quietas de probabilidad—Antiguo Testamento, Reyes I 19), y una instalación que consistía en un hilo de nylon y una pared de texto en una hoja de acrílico que fue el único trabajo de naturaleza medioambiental.

## Vida personal
El 19 de abril de 1941, Schendel se casó con Josep Hargesheimer, un católico croata que conoció en Sarajevo. Schendel recibió un pasaporte croata en 1944. En 1949, ella y Hargesheimer emigraron juntos a Brasil. Vivieron en Porto Alegre, pero en 1953 Schendel se separó de Josep y mudó sola a São Paulo, donde se estableció. En 1954,  conoció a Knut Schendel, un emigrante alemán y dueño de una importante librería, Canuto, el cual era un punto de reunión para los intelectuales de São Paulo. En 1957, Schendel y Knut tuvieron una hija, Ada Clara Schendel. Mira Schendel se casó con Knut el 17 de marzo de 1960.
Murió a la edad de sesenta y nueve años de cáncer de pulmón en 1988 en São Paulo.

## Trabajos y publicaciones
- Sin título de la serie Objetos gráficos (Objetos gráficos) en el Museo de Arte Moderno, 1967
- Sin título de las serie Tablillas (Sarrafos) en el Museo de Arte Moderno (1987)

Publicaciones
- Grafische Reduktionen. Stuttgart, E. Walther, 1967.
- "O Obra dos imigrantes europeus." Correio Povo (Porto Alegre), 7 de enero de 1950, pp. 1, 4.

## Lectura adicional
- Barson, Tanya y Taisa Palhares. Mira Schendel. Tate Editorial, Pinacoteca Estado, 2013.
- Kautz, Willy, y Rodrigo Naves. Mira Schendel. Continuum amorfo. Ciudad de México, Fundación Olga y Rufino Tamayo, y Monterrey, Museo de Arte Contemporáneo de Monterrey, 2004.
- Mira Schendel. São Paulo, Museu de Arte Contemporánea da Universidade de São Paulo, 1990.
- Mira Schendel. París, Galerie Nationale du Jeu de Paume, 2001.

- Datos: Q1747401
- Multimedia: Mira Schendel / Q1747401